# Лакатуш
Лакатуш је српско презиме. Најраспрострањеније је у селу Елемир у Банату. Први пут се помињe 1746. године.